# Trois Frères (Riga)
Pour les articles homonymes, voir Trois Frères.
Les Trois Frères (Trīs brāļi en letton) sont trois immeubles de Riga, en Lettonie. Il s'agit du complexe d'habitation le plus ancien de la ville.

## Localisation
Les immeubles sont situés l'un à côté de l'autre, aux 17, 19 et 21 rue Maza Pils, dans le centre historique de Riga, à proximité de la cathédrale Saint-Jacques.

## Description
Les trois immeubles représentent chacun un style différent. Le plus ancien, au 17, possède des caractéristiques des immeubles de la Renaissance néerlandaise. La façade du 19 est décorée dans le style du Maniérisme. Le 21 possède un pignon baroque.

## Historique
L'immeuble du 17 rue Maza Pils est le plus vieil édifice de pierre non religieux de Riga et date du XVe siècle, en attestent murs de la cour du "Latvijas Arhitektūras muzejs", qui en ont gardé des vestiges, dont le premier blason de la ville.
Détruits pendant la Seconde Guerre mondiale, les immeubles sont rebâtis dans les années 1950.

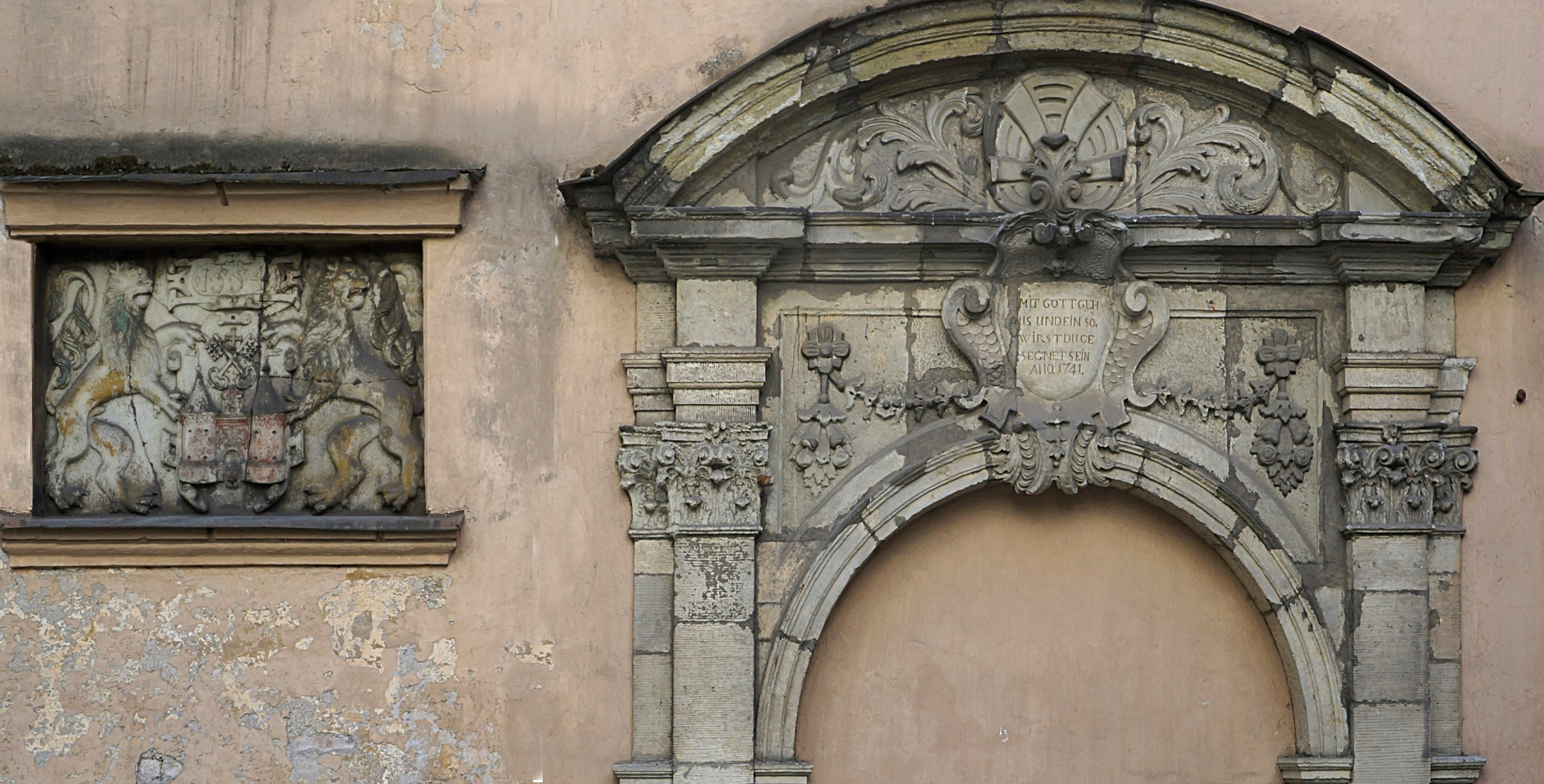
Blasons dans la cour du Latvijas Arhitektūras muzejs

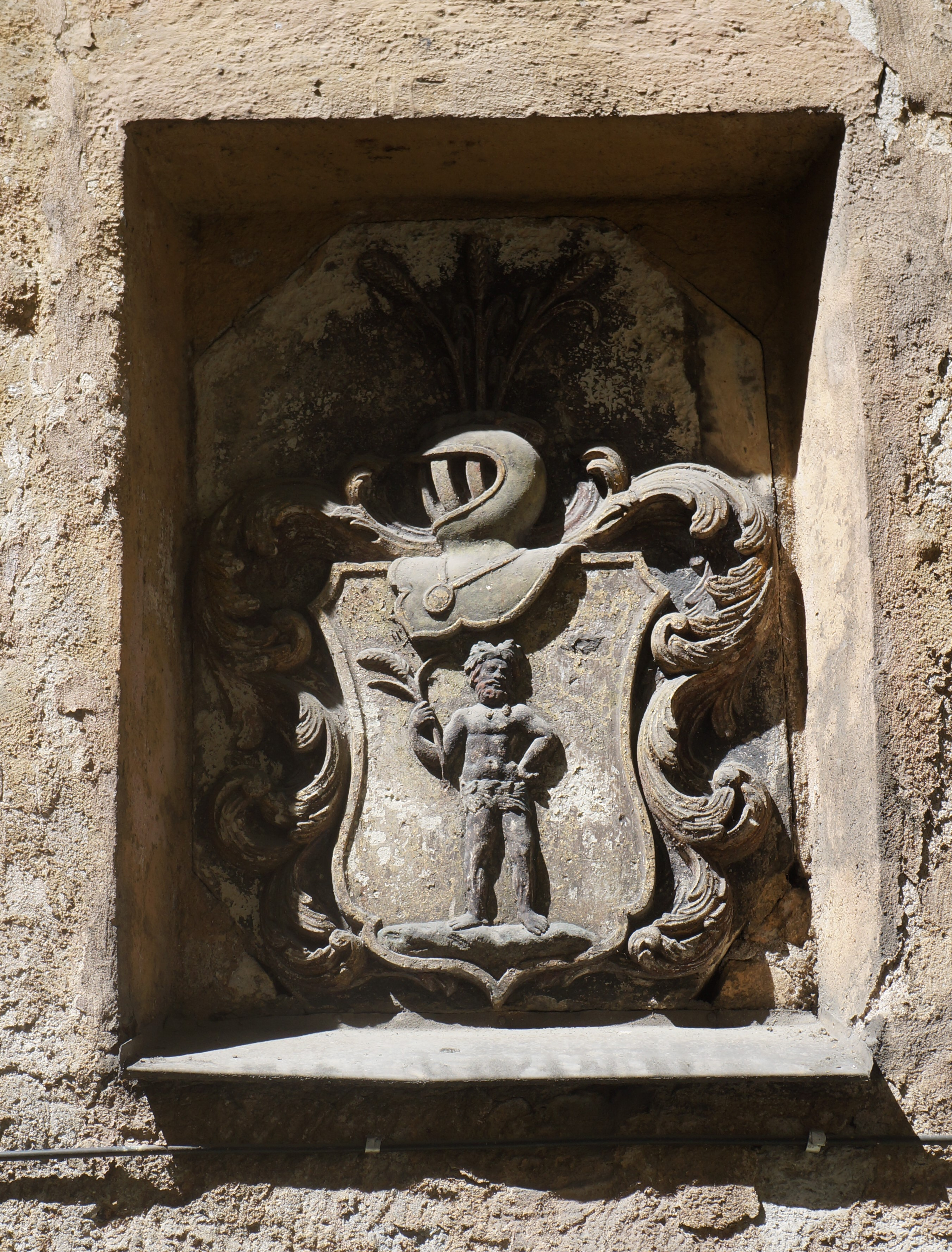
Armoiries dans la cour Latvijas Arhitektūras muzejs.
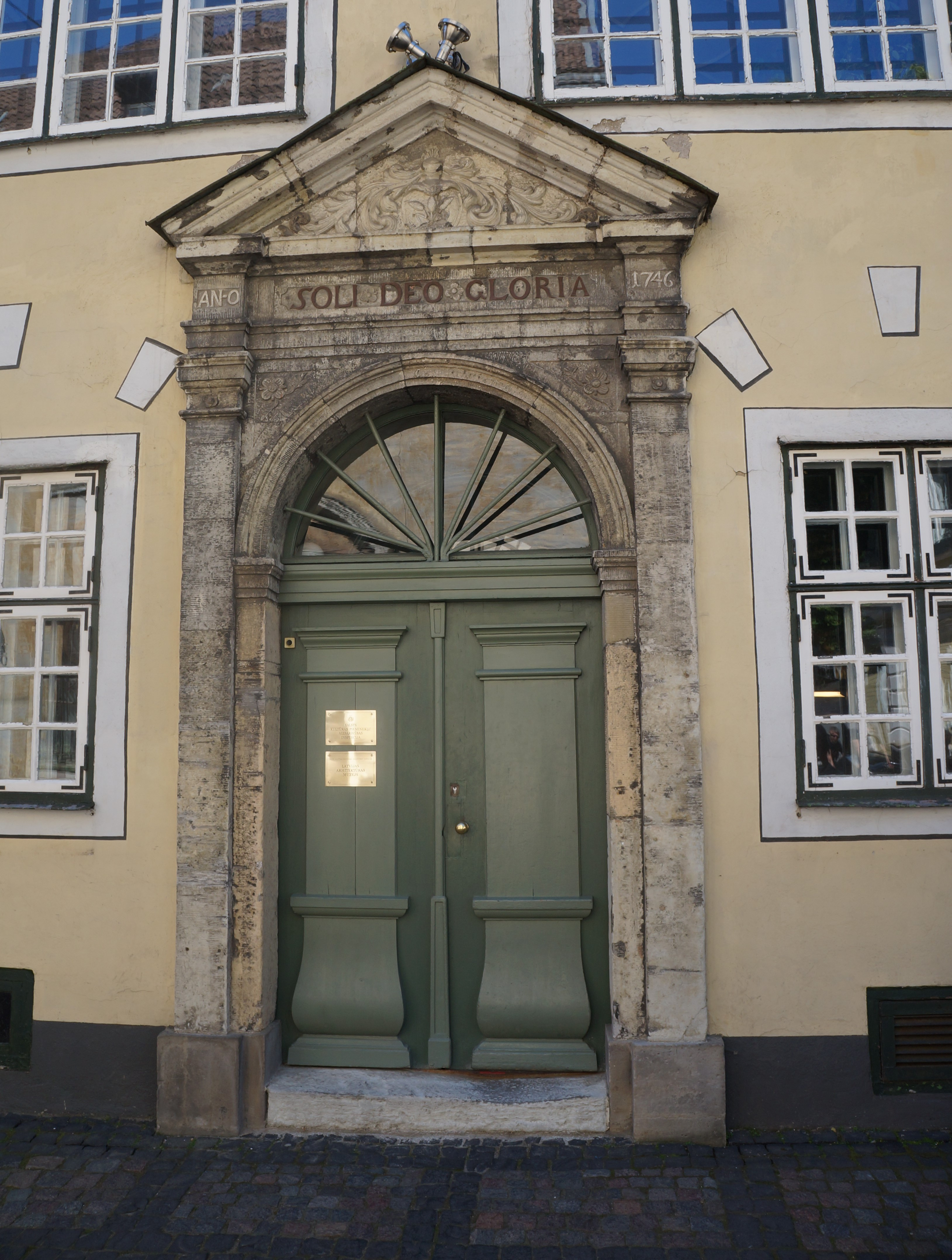
19 Mazā Pils iela "Les Trois Frères".
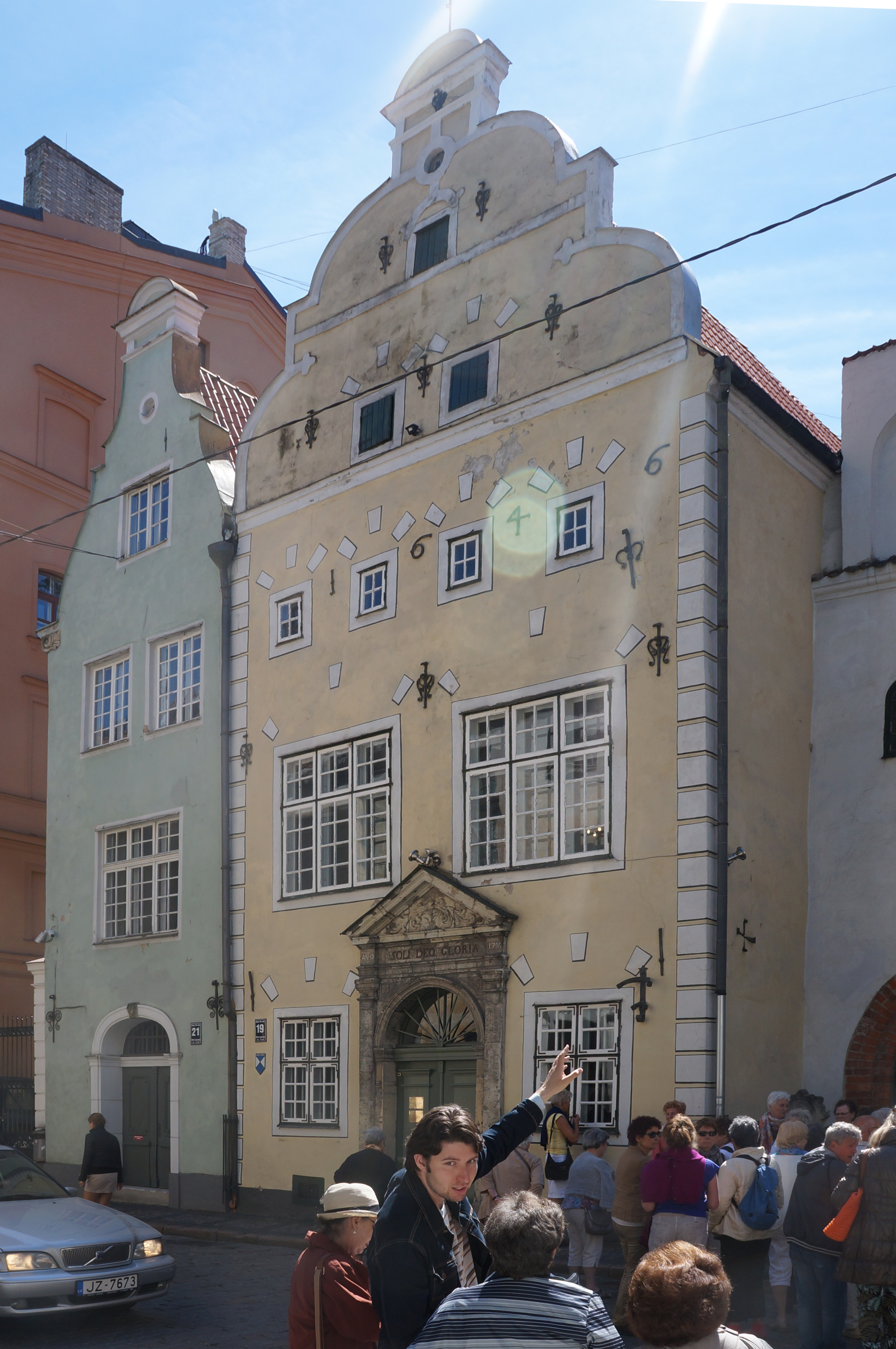
19 et 21 Mazā Pils iela "Les Trois Frères".
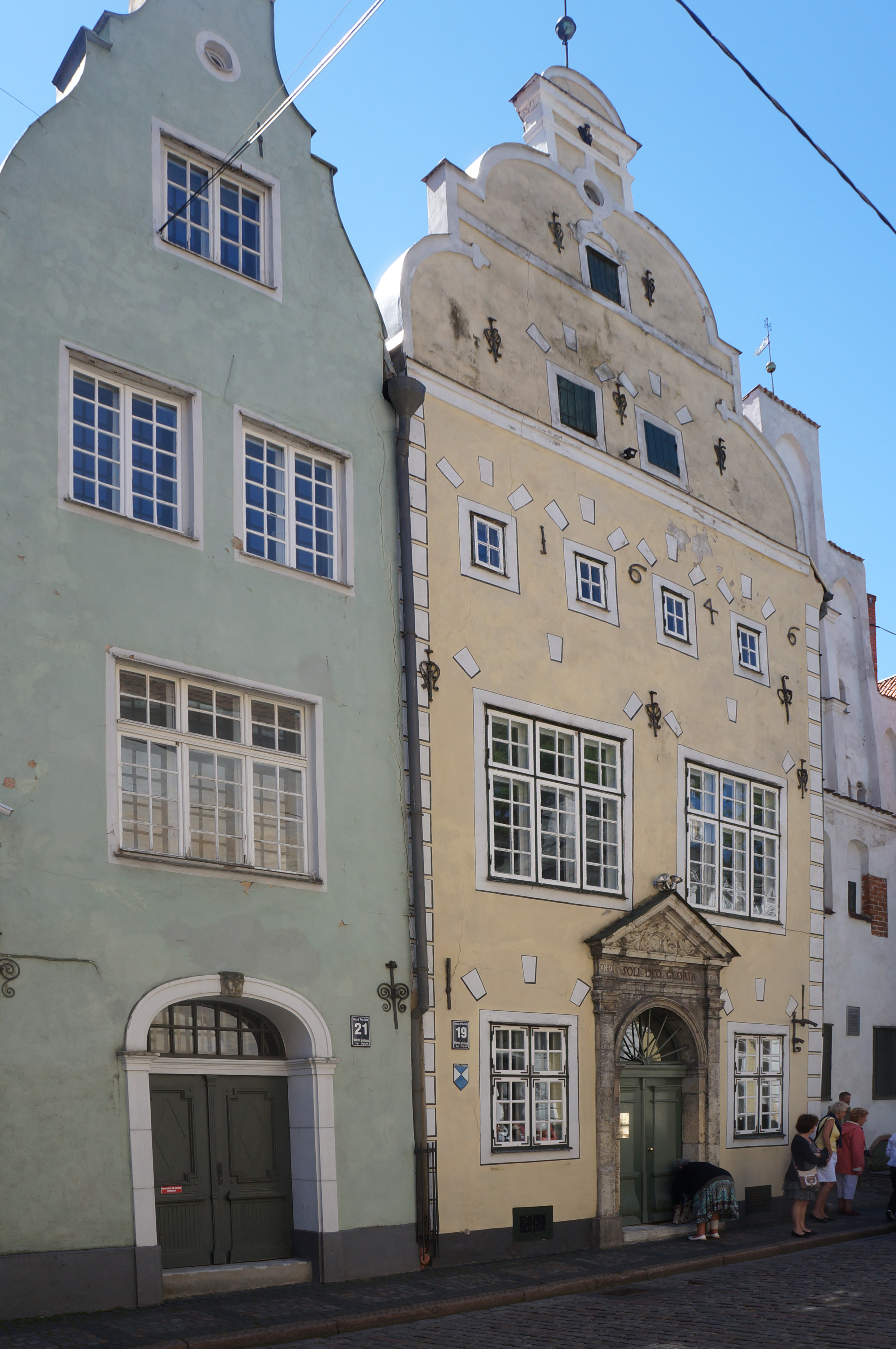
19 et 21 Mazā Pils iela "Les Trois Frères".
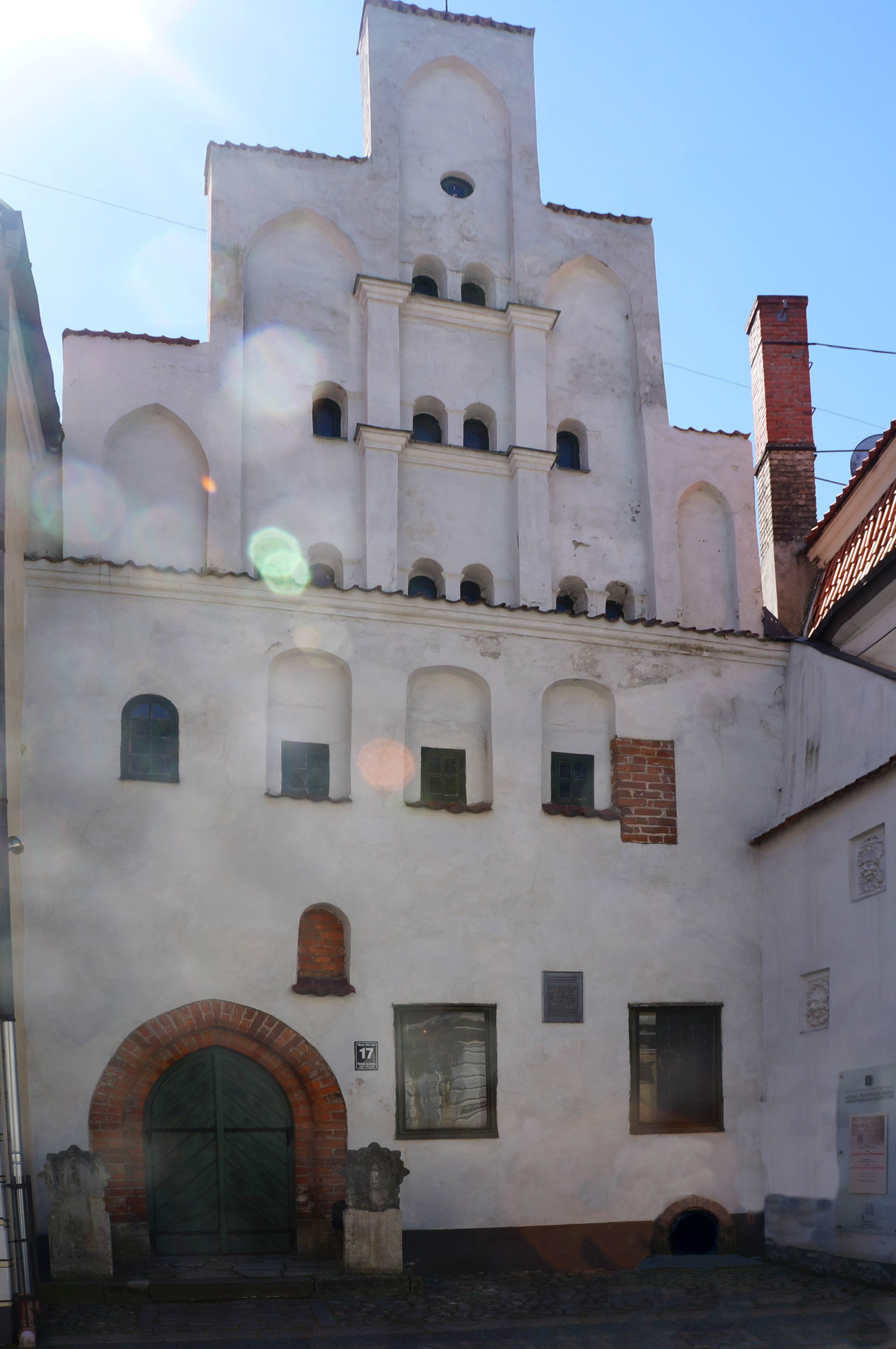
17 Mazā Pils iela "Les Trois Frères".
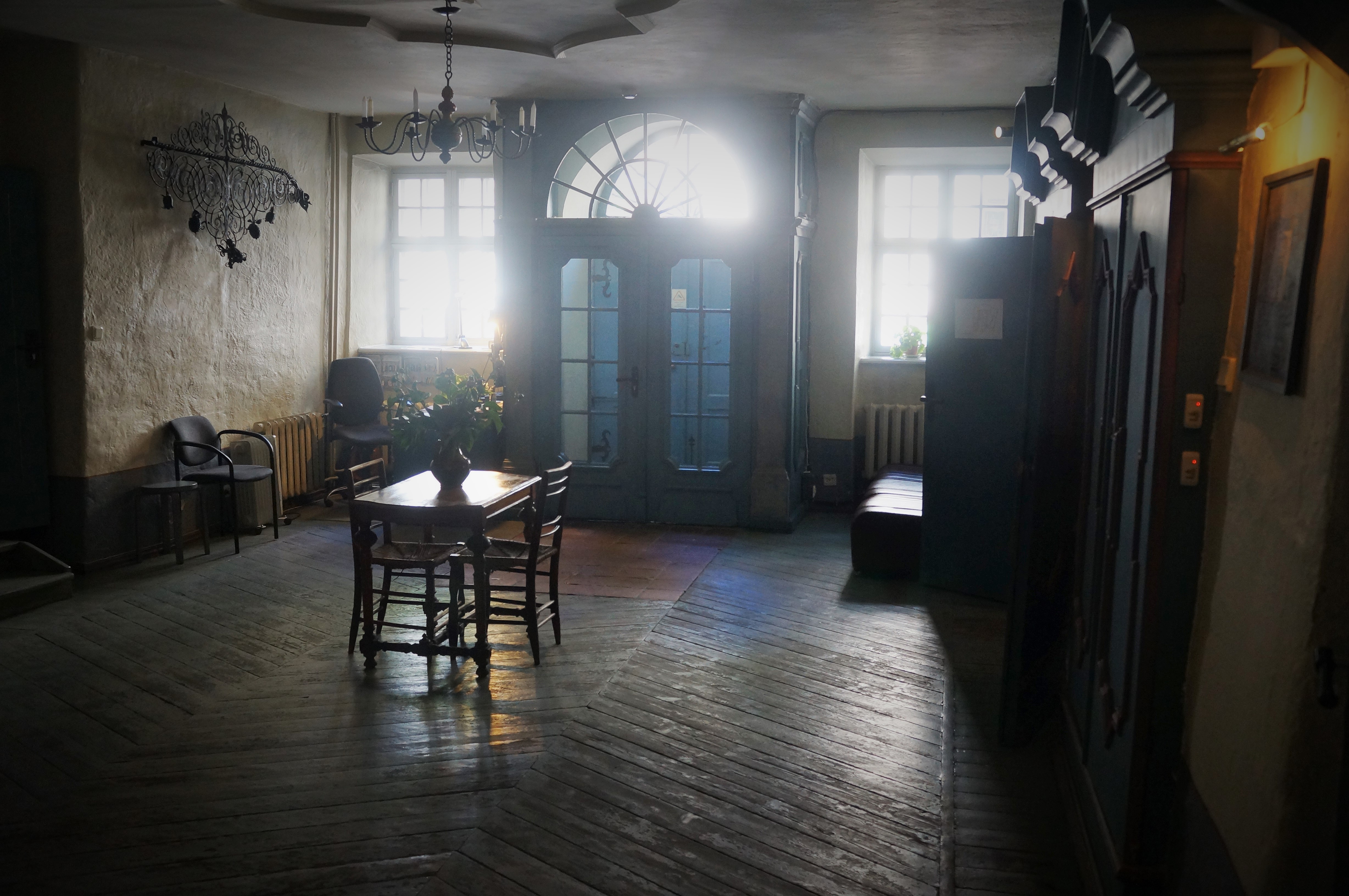
Intérieur du 17 Mazā Pils iela "Latvijas Arhitektūras muzejs".